# Dendromus melanotis
Dendromus melanotis es una especie de roedor de la familia Nesomyidae.

## Distribución geográfica
Se encuentran en Angola, Benín, Botsuana, República Democrática del Congo, Etiopía, Guinea, Liberia, Malaui, Mozambique, Namibia, Nigeria, Ruanda, Sudáfrica, Suazilandia, Tanzania, Uganda, Zambia, y Zimbabue.

## Hábitat
Su hábitat natural son: sabana secas, la vegetación arbustiva de tipo mediterráneo, subtropical o tropical de tierras de  baja altitud  praderas y desiertos. 